# Lupa Luna
Lupa Luna is een Belgische band die moderne folk speelt. De band werd in 2006 opgericht door zangeres/accordeoniste Greet Garriau na het uiteenvallen van Fluxus. Garriau gebruikte Lupa Luna om haar intiemere nummers te kunnen brengen. Oorspronkelijk was het de bedoeling om de band te vormen met de Welsche accordeonist Paul Hutchinson, die echter kort voor de eerste optredens afhaakte wegens familiale omstandigheden.
Sam Van Ingelgem en Geert Waegeman vulden het vertrek van Hutchinson in. Na het debuutalbum verliet Waegeman de band, en werd zijn plaats ingevuld door Thomas Noël.

## Discografie
- 2009 Le ciel est au bout